# Polské koloniální snahy
Ačkoli Polsko během své historie nikdy oficiálně nemělo žádné kolonie, v některých obdobích se uvažovalo o získání zámořských území a byly v tomto směru podniknuty určité kroky, nakonec však nebyly nikdy realizovány. K označení koloniální říše mělo Polsko nejblíže v 17. století, kdy Kuronské a zemgalské vévodství, jeho vazal, založilo zámořské obchodní stanice.

## Polsko-litevská unie

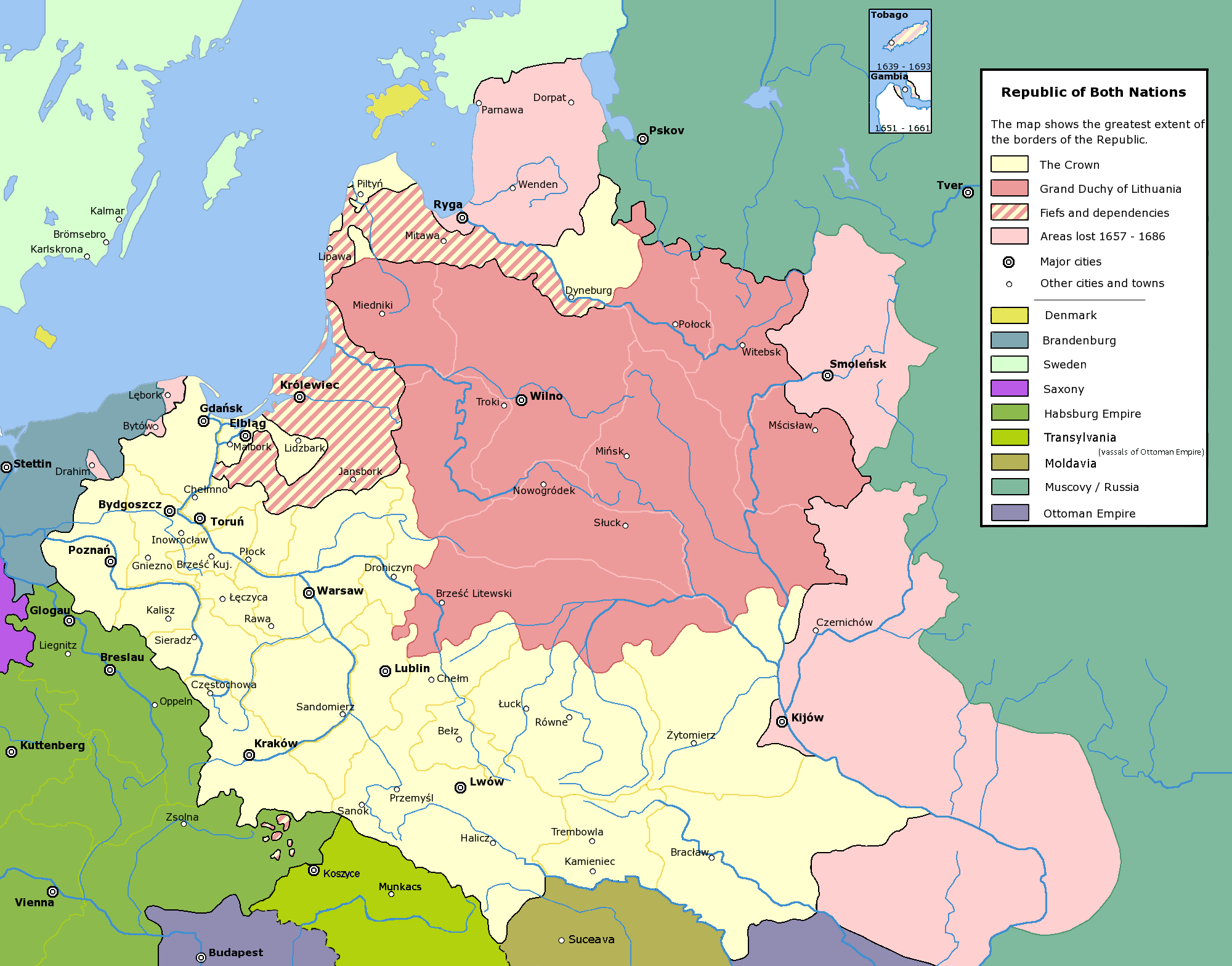
Mapa Polsko-litevské unie v 17. století, zobrazující kuronské kolonie.

První větší příležitost získání zámořských území se pro Poláky naskytla v polovině 16. století. Polská šlechta se o možnost získání kolonií začala aktivně zajímat po podpisu dohody s králem Jindřichem z Valois (Jindřichovské články vypisující podmínky pro nástup na polský trůn) a polským šlechticům bylo uděleno povolení usadit se na určitých zámořských územích Francouzského království. Z tohoto plánu však sešlo poté, co se Jindřich vzdal polského trůnu, aby se stal králem Francie.

### Kuronské kolonie
Kuronské a zemgalské vévodství, malý stát na území dnešního Lotyšska, byl od roku 1561 lénem Polsko-litevské unie. V 17. století získalo několik kolonií z incicatiy vévody Jakuba Kettlera, jenž se v mládí a během studií v zahraničí inspiroval bohatstvím přiváženým do západoevropských zemí z jejich kolonií a následně se rozhodl založit jednu z největších obchodních flotil v Evropě s ústředím ve Windau (dnešní Ventspils) a Libau (dnešní Liepāja). Polsko-Litva se však nikdy příliš nezajímala o koloniální ambice svých vazalů, a to ani když v roce 1647 Jakub Kettler přímo navrhl králi Vladislavovi IV. Vasovi vytvoření společné polsko-kuronské obchodní společnosti, která by byla aktivní v Indii. Král, v té době nemocný, neprojevil zájem, a tak Kettler nakonec pokračovat na vlastní pěst.

## V 19. století

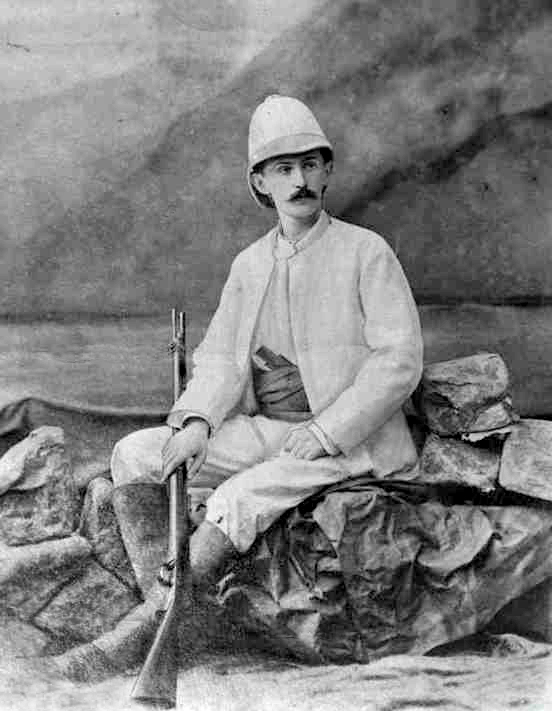
Stefan Szolc-Rogoziński

Na konci 18. století (po třetím dělení Polska v roce 1795) Polsko jako suverénní stát de facto přestalo existovat a během velké koloniální vlny na konci 19. století (rozdělení Afriky, „Velká hra“ aj.) a jakýkoli pokus o polskou kolonizaci v té době mohl tedy vyplynout pouze ze soukromých iniciativ.
Jde například o projekt Stefana Szolc-Rogozińského, polského šlechtice a důstojníka ruského carského námořnictva, který v roce 1882 zorganizoval výpravu do Kamerunu. Oficiálně se jednalo pouze o průzkumnou výpravu, neoficiálně však výprava hledala místo, kde by se dala založit polská komunita v zahraničí. Neměl žádnou oficiální podporu ze strany Ruské říše ani Kongresového Polska, ale byl podporován řadou vlivných Poláků, včetně Bolesława Pruse či Henryka Sienkiewicze. 13. prosince 1882, doprovázený Leopoldem Janikowskim a Klemensem Tomczekem, opustil Rogoziński francouzský přístav Le Havre, na palubě Lucja Malgorzata, plující pod francouzskou a polskou vlajkou. Expedice však selhala a Szolc-Rogoziński se vrátil do Evropy a snažil se získat více peněz na svůj projekt. Ani druhá výprava do Kamerunu však nebyla úspěšná a Rogoziński 1. prosince 1896 v Paříži ukončil svůj život.
Mezitím byl Kamerun pomalu anektován Německou říší. V roce 1884 Rogoziński podepsal dohodu s britským zástupcem, který mu měl poskytnout podporu pro smlouvy, které podepsal s kamerunskými náčelníky. Následujícího roku na Berlínské konferenci se však britská vláda rozhodla neuplatňovat nároky v regionu a uznala německé nároky na Kamerun.

## Druhá polská republika
Polsko znovu získalo nezávislost po první světové válce. Ačkoli kolonizace nikdy nebyla ve Varšavě hlavním cílem, některé organizace, jako Námořní a říční liga, obhajovaly myšlenku vytvoření polských kolonií. Námořní a říční liga měla svůj původ v organizaci Polska Bandera („Polský prapor“), založené 1. října 1918, která měl za cíl prostřednictvím polských emigrantů nakoupit pozemky např. v Brazílii nebo Libérii. Liga se následně stala velmi vlivnou při utváření vládní politiky vůči polskému obchodnímu loďstvu. Navzdory dlouhé kampani za oslovení veřejného mínění a získání veřejné podpory se jí nikdy nepodařilo projekt získávání kolonií pro Polsko uskutečnit.
V roce 1926 byla také ve Varšavě založena Koloniální společnost (Towarzystwo Kolonizacyjne). Jejím úkolem bylo nasměrovat polské emigranty do Jižní Ameriky, kde se Koloniální společnost brzy velmi zaktivizovala, zejména v brazilském státě Espírito Santo.
V roce 1928 vznikl Svaz průkopníků kolonizace (Związek Pionierów Kolonialnych), jehož cílem bylo získat kolonie pro Polsko nebo sídelní oblasti pro polský národ.
Několik polských a polsko-amerických historiků se domnívá, že polské koloniální ambice v Africe a Latinské Americe nebyly motivovány primárně rasovými důvody. Zdůrazňují převážně ekonomickou motivaci Polska ve snaze získat tropické suroviny nedostupné v kontinentální Evropě a jako nejlepší způsob, jak toho dosáhnout, bylo získávání kolonií, podobně jako další evropské země. Polské projekty, politicky méně expanzivní, než by se mohlo zdát, plnily specifické funkce v polské zahraniční politice, a to nejen ve vztahu k otázce židovské emigrace, ale i v německo-polských vztazích.

## Dozvuky
Vypuknutí druhé světové války přineslo polským koloniálním ambicím náhlý konec. Námořní a koloniální liga byla rozpuštěna v roce 1939. Znovu byla založena v roce 1944, její stanovy se však změnily a opustily veškeré odkazy na kolonizaci. Komunistický režim v Polsku se koloniálními otázkami nezabýval.

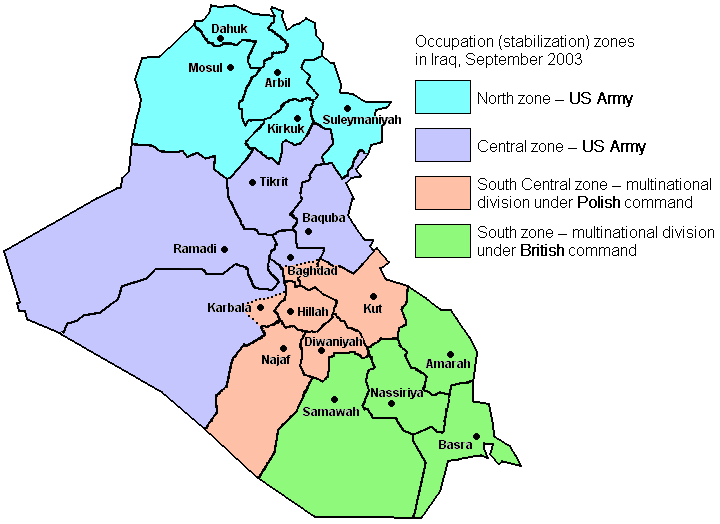
Polská okupační zóna v Iráku (růžová).

V roce 2003 se Polsko účastnilo války v Iráku spolu se Spojenými státy a bylo mu přiděleno okupační pásmo, které mělo v této zemi spravovat. Někteří autoři interpretují tuto událost jako způsob vlády George W. Bushe lichotit polskému vlastenectví a zajistit si jeho podporu tím, že Polsku nabídne to, o čem vždy snilo, ale nikdy nemělo, totiž zámořskou kolonii (nebo alespoň něco, co je jí nejbližší).